# Inverclyde
Inverclyde är en av Skottlands kommuner. Inverclyde gränsar mot Renfrewshire och North Ayrshire. Kommunen ligger i det traditionella grevskapet Renfrewshire.

## Orter
- Gourock
- Greenock
- Inverkip
- Kilmacolm
- Port Glasgow
- Wemyss Bay